# Abbaye de Henryków
 (décembre 2021).
L’abbaye de l’ordre cistercien à Henryków est un ensemble monastique baroque de l’ordre cistercien avec l’église de l’Assomption de la Vierge Marie et de Jean Baptiste. Il est situé à Henryków en Basse-Silésie, dans la commune Ziębice.
C’est l’un des plus imposants et des plus beaux bâtiments baroques en Silésie. Il est un lieu de création du Livre d’Henryków, qui est un exemple important d’écriture polonaise. Actuellement, le monastère d’Henryków fonctionne en tant que prieuré de l’abbaye de Szczyrzyc. Aujourd’hui, parmi les bâtiments de vieux monastère, il y a entre autres Annus Propedeuticus – la filiale du séminaire de Wrocław (jusqu’en 2018) et le lycée général catholique bienheureux Edmond Bojanowski. 

## Histoire de l’abbaye

### Création et développement du monastère
L’abbaye d’Henryków remonte à 1222. À ce moment-là, prince Henri Ier le Barbu a donné son approbation à Mikołaj, chanoine de la cathédrale de Wrocław de fonder l’abbaye cistercienne à Henryków, dans la vallée de la rivière Oława, en tant que filiale de l’abbaye de Lubiąż. Mikołaj était auteur de l’idée de créer l’abbaye à Henryków, tandis que Henri II le Pieux, fils d’Henri Ier le Barbu était fondateur officiel de l’abbaye. Cela signifie que le monastère jouissait de la protection des ducs silésiens, ce qui lui garantissait le développement. 

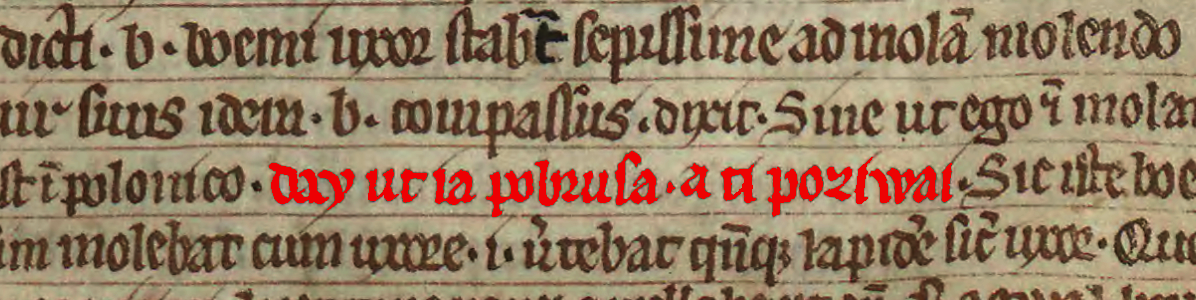
Le fragment du Livre d’Henryków

Les premiers moines sont arrivés à Henryków le 28 mai 1227. Il y avait neuf moines de Lubiąż avec l’abbé Henryk. En 1228, on a publié le premier document de fondation du monastère qui déterminait ses émoluments. Les fonds étaient modestes en comparaison avec d’autres abbayes. En 1228, on a consacré la première église du monastère qui a été faite en bois. Malgré les fonds modestes, le monastère se développait de manière dynamique en augmentant ses possessions. La croissance a été interrompue par la première invasion mongole en 1214, pendant laquelle l’église et le monastère ont été pillés et brûlés. De plus, la situation s’est aggravée par la mort d’Henri II le Pieux pendant la bataille de Legnica.
Après l’invasion mongole, les cisterciens se sont concentrés sur la reconstruction du monastère et sur la récupération des biens. L’abbé Piotr a écrit le document sous le nom Liber fundationis claustri Sancte Marie Virginis in Henrichow pour faire le registre des biens du monastère et pour régler ses affaires. Ce document, connu sous le nom de Livre d’Henryków est l’un des exemples les plus importants de l’écriture polonaise. Il contient la première phrase connue écrite dans les documents en langue polonaise. 
Au cours des années suivantes, les cisterciens renforçaient leur position dans la région. Leurs revenus venaient principalement de leurs possessions et de l’artisanat. La fondation de la filiale de l’abbaye à Krzeszów en 1292 témoigne de son développement. En 1304, les frères ont commencé les travaux de construction de la nouvelle église gothique. En plus, les ducs de Ziębice ont créé leur nécropole familiale sur le territoire du monastère. En 1341, duc Bolko II de Ziębice a été enterré dans le monastère, et un peu plus tard, on y a enterré sa femme. Les croisades contre les hussites d’entre 1427 et 1430 ont affaibli la position de l’abbaye. Le monastère a été pillé et brûlé, et les moines ont fui vers Nysa et Wrocław. Cependant, les guerres n’étaient pas la seule cause des dommages du monastère du XVe siècle. En 1438, il a été détruit par les troupes de Zygmunt von Reichenau, et en 1459, il a été endommagé pendant l’invasion de l’armée tchèque du roi Georges de Poděbrady. 
Depuis le milieu du XVIe siècle, le monastère se développait avec le temps. L’abbé Andrzej a contribué de manière importante à cette croissance – les bâtiments renaissances datent de son temps. À l’époque, l’abbé de cisterciens de Ląd a lancé les reformes concernant la discipline et le travail des moines, ce qui a influencé la condition du monastère. Son travail était continué par l’abbé Wincenty de Strzelin. On a ordonné aux moines de fermer le dortoir pendant la nuit et on a interdit de se rassembler pour le repas et pour les discussions futiles après le complies de soir. De plus, on a interdit aux femmes d’entrer sur le terrain de la clôture religieuse. À part des réformes religieuses, on a introduit les réformes économiques. Les moines ont été autorisés d’ouvrir l’auberge en dehors du monastère et de brasser la bière. Le monastère abritait aussi les moines allemands qui sont venus de Grande-Pologne, des villages Ląd, Obra et Wągrowiec, où le processus de la polonisation des abbayes était en cours. La guerre de Trente Ans a interrompu le développement du monastère d’Henryków. Lors de la guerre, le bâtiment a été pillé et brûlé. On a aussi détruit la grande partie de la bibliothèque monastique. La situation s’est aggravé à cause de l’épidémie de peste qui a éclaté dans l’abbaye en 1633. 

### Temps de gloire

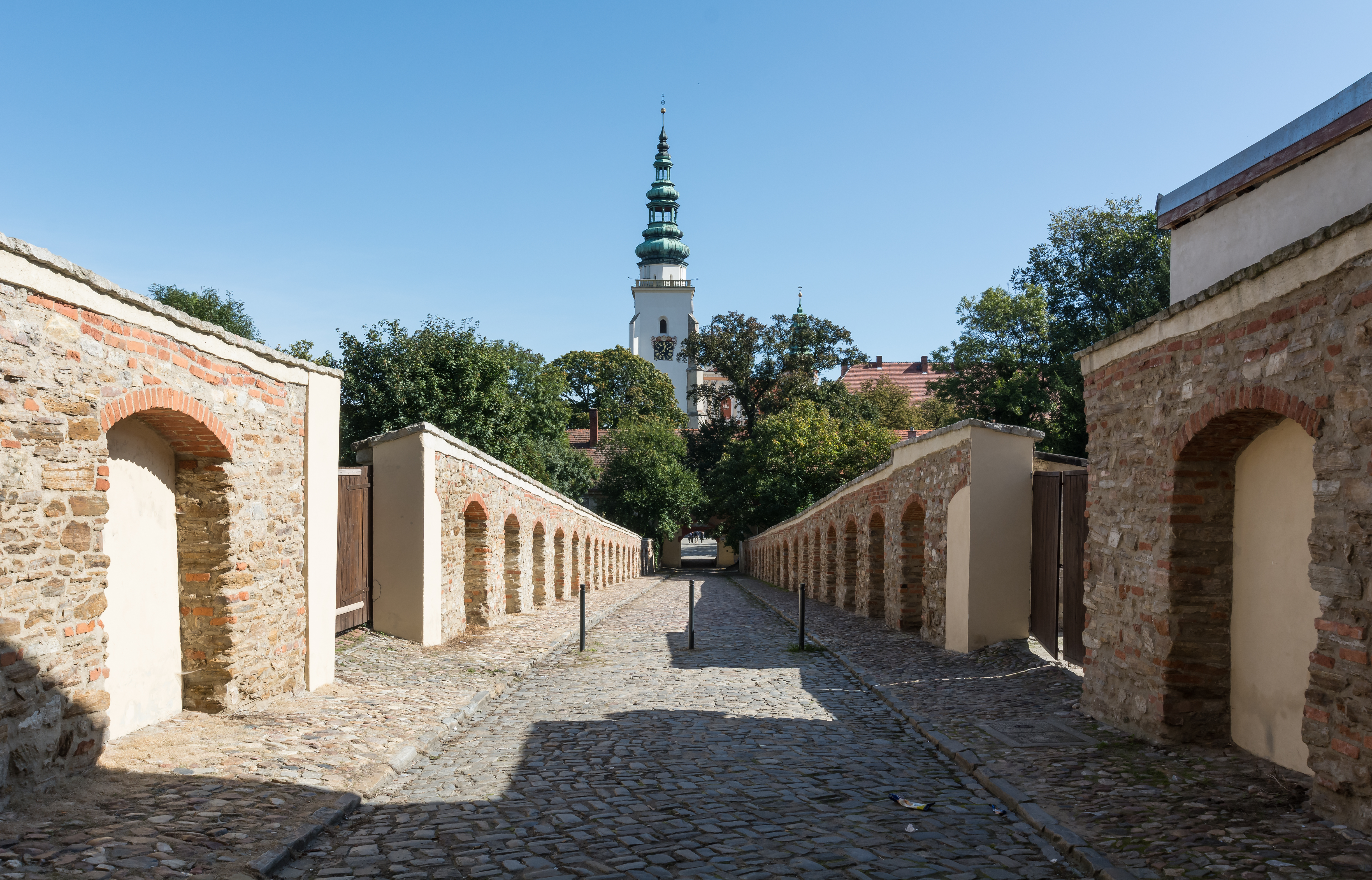
La vue sur l’abbaye du côté de la porte d’entrée

Les années après la guerre de Trente Ans désignent la période de forte croissance de l’abbaye. Les premières années après la guerre étaient difficiles, vu l’endettement important du monastère. À cause de cette situation, abbé Kaspar Liebichen a renoncé à sa fonction. Cependant ses successeurs, Melchior Welzel et Henryk Kahlert ont rétabli la splendeur passée du monastère. Ensuite, Tobiasz Ackermann continuait leur œuvre. La majorité des bâtiments baroques de l’abbaye date de cette époque. On a réalisé le programme de renforcement de la foi des habitants des villages voisins et on a reconstruit l’église monastique dans le style baroque. Les objets historiques les plus importants qui se trouvaient à l’église et à l’abbaye datent de cette période. En 1684, on a créé le maître-autel avec la peinture « La naissance de Jésus selon Saint Bernard » de Michael Willmann. Les autres peintures de Willmann et de Jan Liszka, les sculptures de Matthias Steinl, Tomasz Weissfeldt et Jerzy Leonard Weber datent de cette période. De plus, les stalles du rococo les plus magnifiques en Pologne, créées par sculpteurs cisterciens inconnus et décorées des bas-reliefs avec les scènes de vie de Jésus et de la Vierge, datent aussi de ce temps. L’église de l’abbaye d’Henryków est devenue sanctuaire marial important et lieu de culte de Saint Joseph.

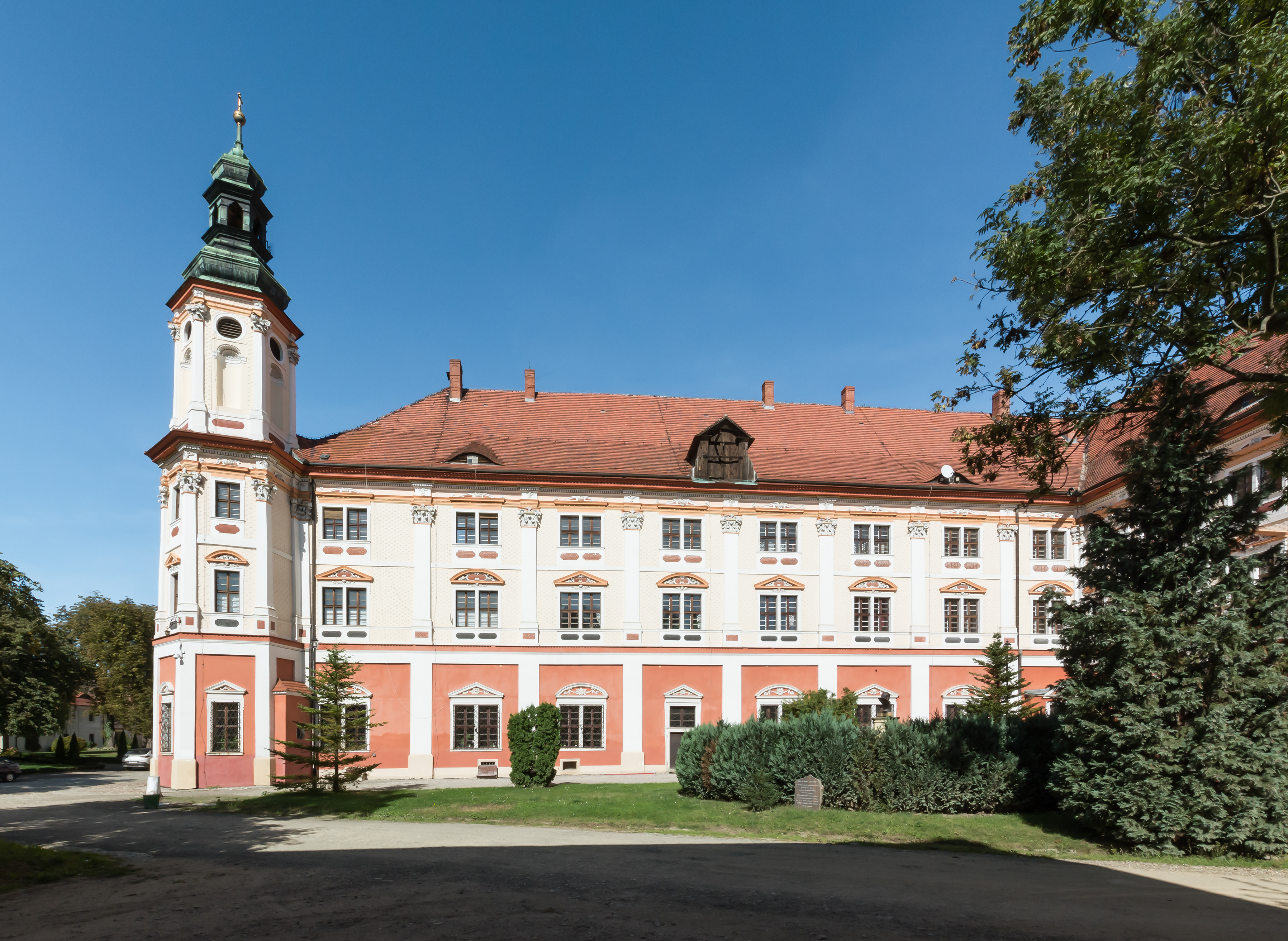
Le bâtiment monastique

L’acquisition de l’abbaye cistercienne de Zirc en Hongrie en 1699, détruite par les Turcs, témoignait de la position économique de l’abbaye d’Henryków. À partir de ce moment jusqu’à la sécularisation du monastère, l’abbé d’Henryków était abbé de deux monastères dans le cadre de l’union personnelle. En 1760, on a construit la chapelle de Marie Madeleine qui est devenue mausolée des Piast de Ziębice. 
La période des guerres silésiennes entre la Prusse et l’Autriche d’entre 1741 et 1762 a empêché le développement de l’abbaye. L’armée stationnait plusieurs fois dans le monastère en pillant le trésor monastique. En outre, on a mis les contributions de guerre élevées à l’abbaye. Les guerres napoléoniennes ont marqué la fin du fonctionnement du monastère. En 1801, les autorités prussiennes ont fermé le gymnase monastique et elles ont réquisitionné la bibliothèque avec la collection la plus riche en Silésie, qui comptait 132 manuscrits et 20 mille livres. Le 22 novembre 1810, le roi de Prusse, Frédéric-Guillaume III a promulgué un édit de sécularisation afin de renforcer le budget de l’armée. On a forcé les moines à quitter le monastère. Ils ont pu prendre seulement l’habit, le bréviaire et de la nourriture pour deux jours. L’abbaye d’Henryków a été fermée après 582 ans de fonctionnement. 

### Histoire de l’abbaye après la sécularisation

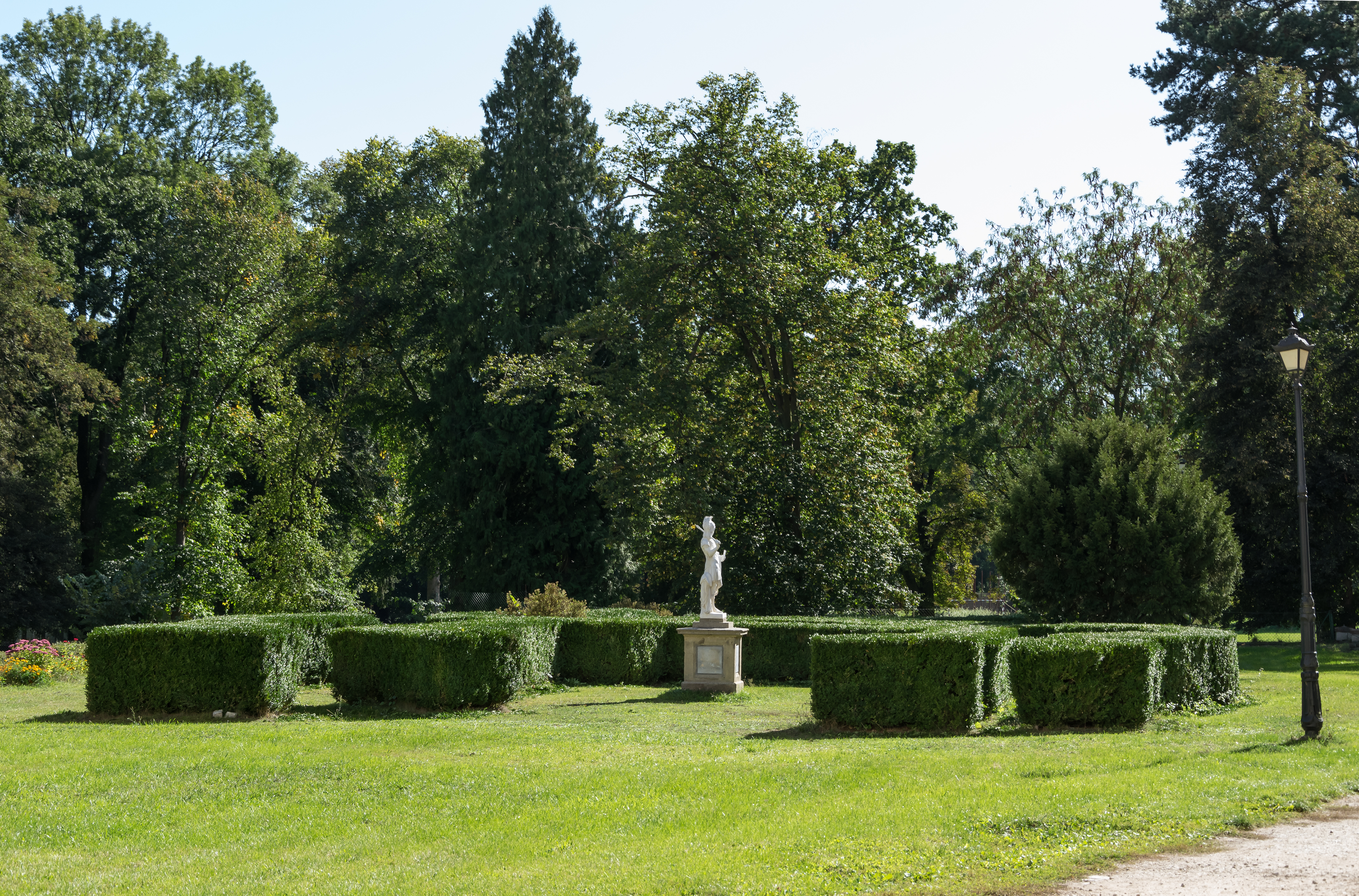
Les jardins monastiques

Peu de temps après la sécularisation, la reine de Pays-Bas Frédérique Wilhelmine, sœur du roi de Prusse a acheté les possessions d’Henryków. On a légèrement reconstruit le monastère afin de l’utiliser en tant que résidence de magnat. En 1863, le monastère a été hérité par les ducs de Saxe-Weimar. Les ducs de Weimar, bien qu’ils fussent protestants, n’ont pas détruit les biens cisterciens. En 1879, on a créé un parc paysager près du monastère et le jardin dans le style italien qui rappelait les jardins à Weimar. Plus tard, dans les bâtiments de l’abbaye, il y avait l’hôpital élitaire pour les malades mentaux. Pendant la période nazie, on a créé l’usine militaire à Henryków, où les prisonniers de Luxembourg ont travaillé. À la fin de la guerre, le monastère a été pillé et dévasté. 

## Abbaye dans les temps modernes

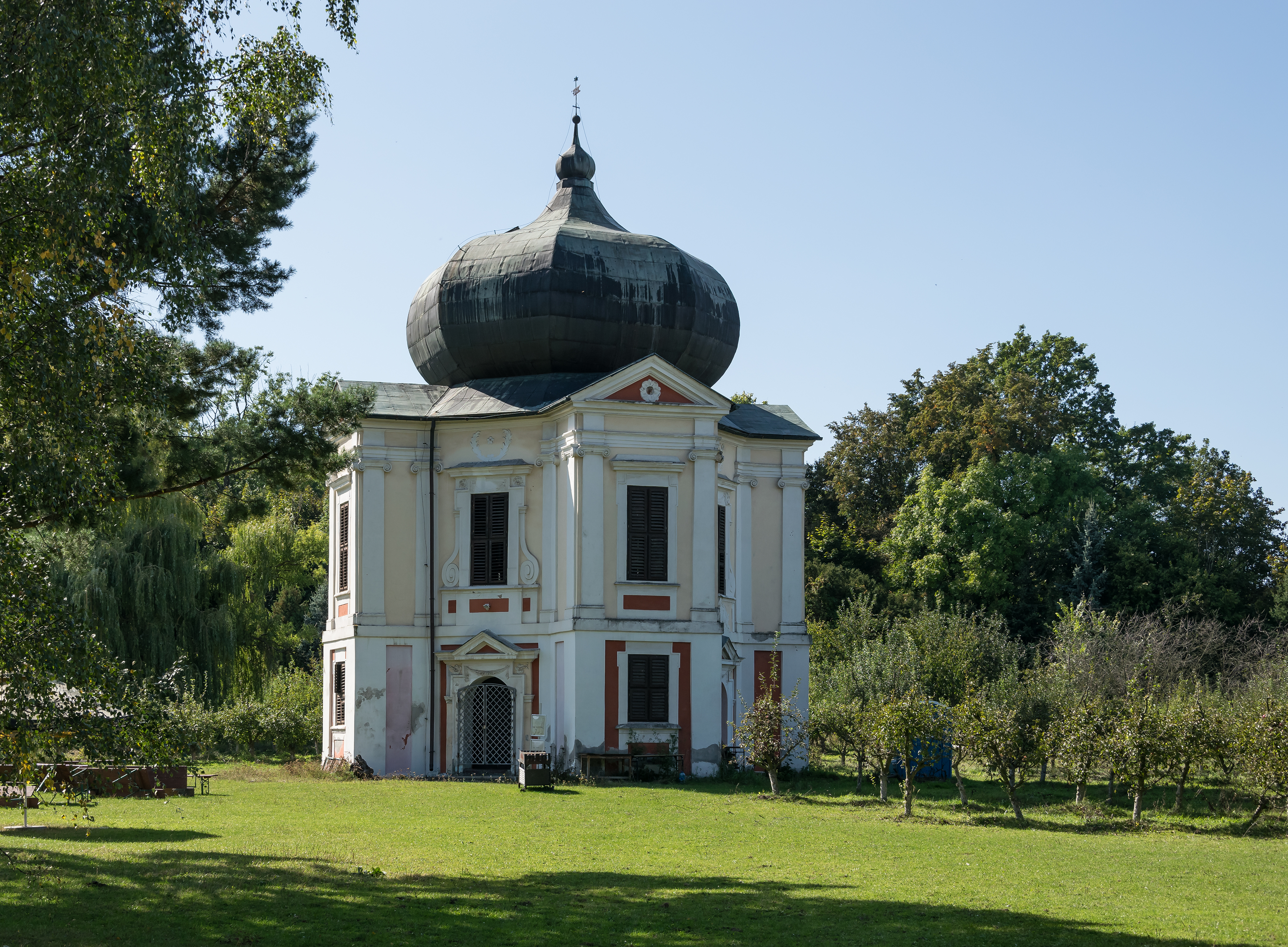
Le pavillon de jardin

En 1949, l’abbaye d’Henryków est retournée dans la main des cisterciens. Les moines de Szczyrzyc y ont créé sa prieuré. Ils ont pris l’église et la partie du monastère (le couvent d’aujourd’hui). D’autres parties du monastère ont été utilisées comme les entrepôts militaires, ensuite comme la colonie de vacances de l’une des mines silésiennes. En 1965, on y a créé l’Entreprise de Sélection des Plantes et de Semences et l’École technique de Semence et d’Agriculture. À partir de ce moment-là, la reconstruction de l’abbaye a commencé. En 1990, l’abbaye est devenue propriété de l’archidiocèse de Wrocław à l’initiative de cardinal Henryk Gulbinowicz. Le 25 septembre 1990, dans le monastère on a créé Annus Propedeuticus, la filiale du séminaire de Wrocław pour les séminaristes de la première année. Au cours des années suivantes, on a rénové le bâtiment du monastère et de l’arrière-maison, et on a aménagé le terrain autour du monastère. Le 28 octobre 2000, le cardinal Joseph Ratzinger (qui est devenu plus tard pape Benoît XVI) est arrivé à Henryków pour la cérémonie de l’admission des candidats au sacerdoce au séminaire de Wrocław. 

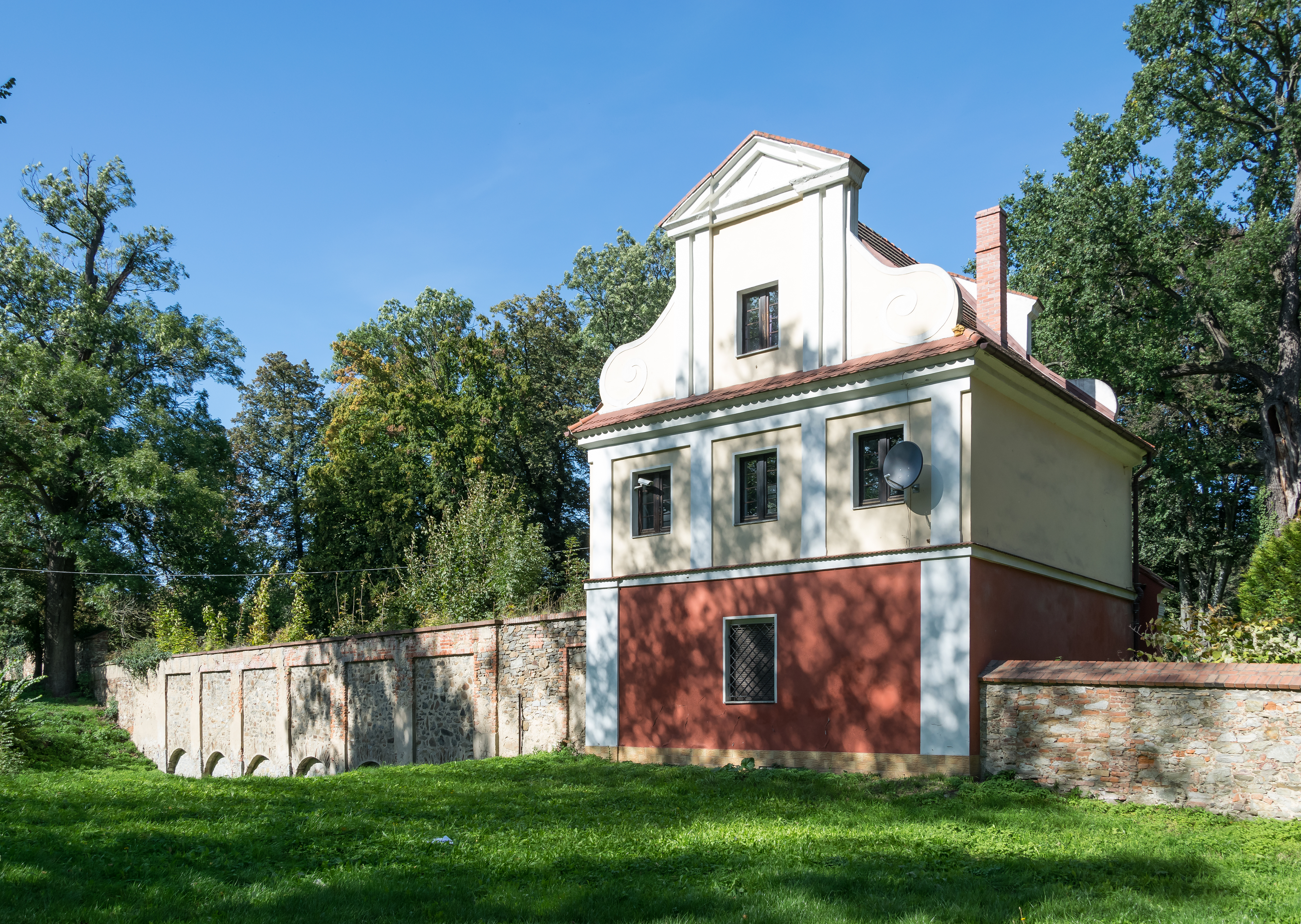
Le bâtiment de la porte de parc

En 1997, on a créé la Maison de Retraite Caritas d’Edwige de Silésie en tant qu’offrande votive de 46e congrès eucharistique mondial qui a eu lieu à Wrocław. En 2002, à l’initiative de cardinal Gulbinowicz, dans la partie monastique, on a créé le lycée général catholique d’Edmond Bojanowski comme l’école privée (avec les droits de l’école publique) pour les garçons. Le lycée était destiné notamment aux jeunes issus de familles pauvres de la campagne. Après la reconstruction, le pensionnat a été situé dans l’ancien hôpital. En 2004, l’archevêque Marian Gołębiewski, nouvel archevêque métropolitain de Wrocław, continuait la gestion sous le monastère. En 2005, dans la partie des bâtiments, on a organisé les Ateliers de l’ergothérapie de Jean-Paul II qui ont été conduits par l’organisation Caritas de diocèse. 

## Monuments historiques
L’abbaye d’Henryków est un ensemble des monuments historiques. Il est inscrit au registre des monuments. Selon le registre, le complexe contient plusieurs bâtiments dont les plus importants, ce sont :
- L’église paroissiale de l’Assomption de la Vierge Marie et de Jean Baptiste, no A/1682/7272 du 25 novembre 1949

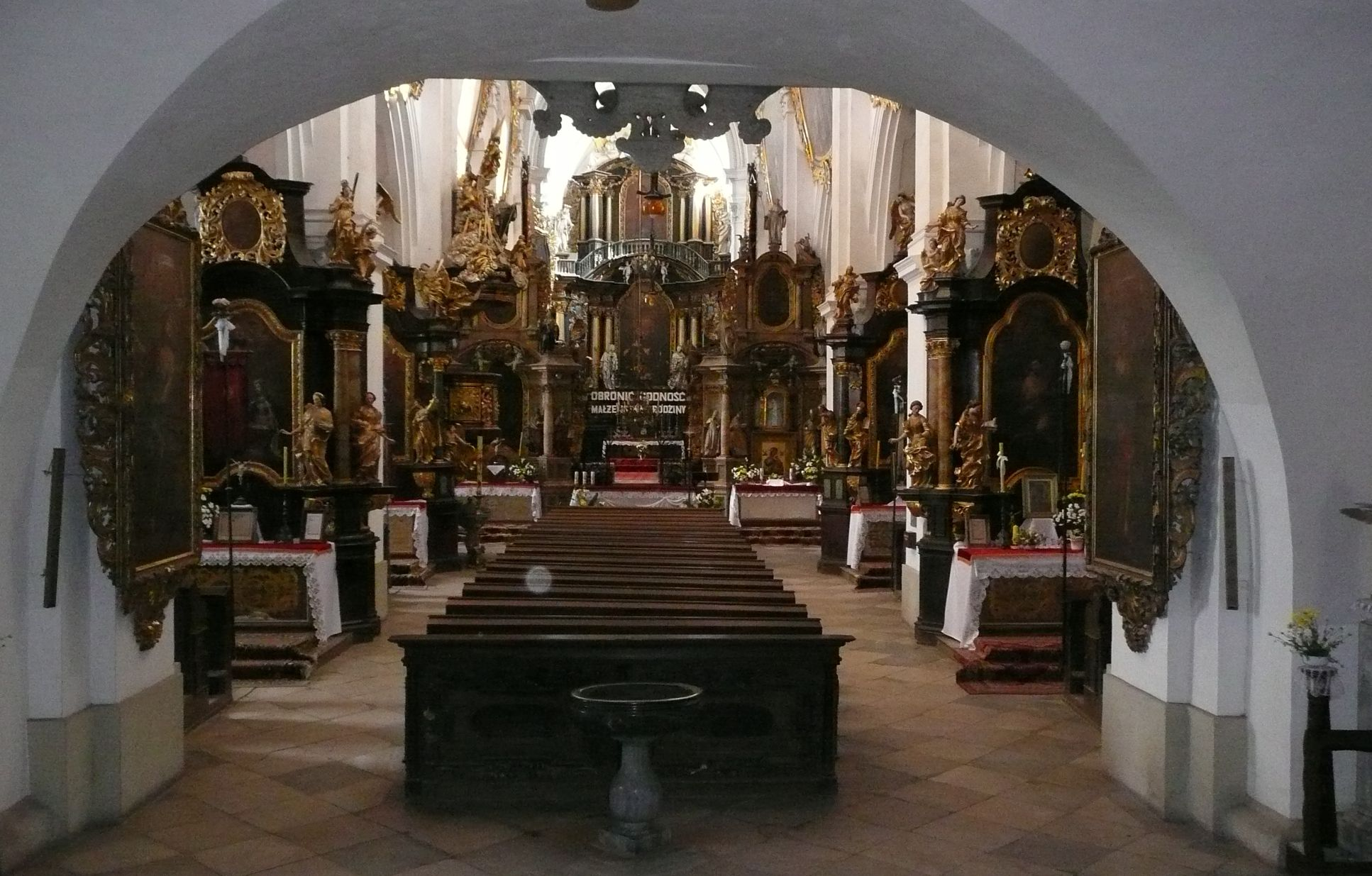
L’intérieur de l’église à Henryków, vu de porche

- L’intérieur de l’église à Henryków, vu de porcheLe mausolée des Piast (la chapelle de Marie Madeleine), no A/4151/335 du 6 novembre 1956
- Le monastère cistercien, actuellement le monastère, le séminaire, le gymnase, la résidence no A/1923/742/Wł du 30 avril 1980
- Le bâtiment de l’hôpital, aujourd’hui le pensionnat, no A/4156/868/Wł du 21 septembre 1981
- L’école latine, aujourd’hui le bâtiment d’habitation (l’arrière maison du sud-ouest de l’abbaye), no A/4152/864/Wł du 21 septembre 1981
- La maison des employés, aujourd’hui la Maison de Retraite Caritas, no A/4153/865/Wł du 21 septembre 1981

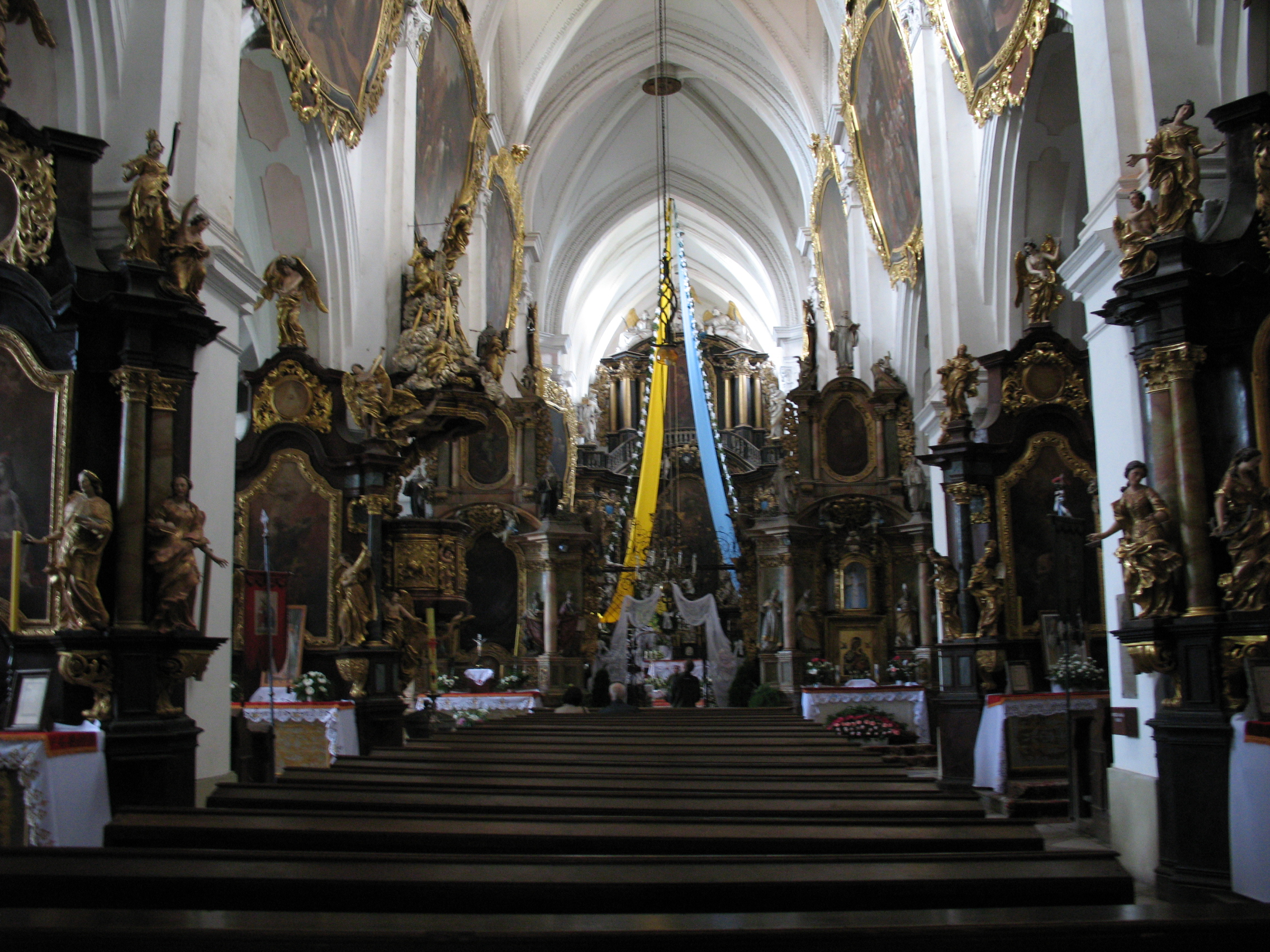
Les stalles dans l’église à Henryków

- Les stalles dans l’église à HenrykówL’écurie avec la partie d’habitation, no A/4154/866/Wł du 21 septembre 1981
- La charretterie, no A/4155/867/Wł du 21 septembre 1981
- Le bâtiment de la porte d’entrée à l’abbaye, no A/4162/874/Wł du 21 septembre 1981
- Le bâtiment de la porte de parc, no A/4160/872/Wł du 21 septembre 1981
- L’orangerie I, aujourd’hui la salle de gymnastique, no A/4158/870/Wł du 21 septembre 1981
- L’orangerie II
- Le pavillon de jardin, no A/4165/869/Wł du 21 septembre 1981
- La maison de jardinier, no A/4165/1014/Wł du 21 septembre 1981
- Les jardins monastiques et le parc, no A/4166/293 du 1er février 1952
- L’église auxiliaire de Saint André, no A/1931/1047/Wł du 30 novembre 1984

### L’église

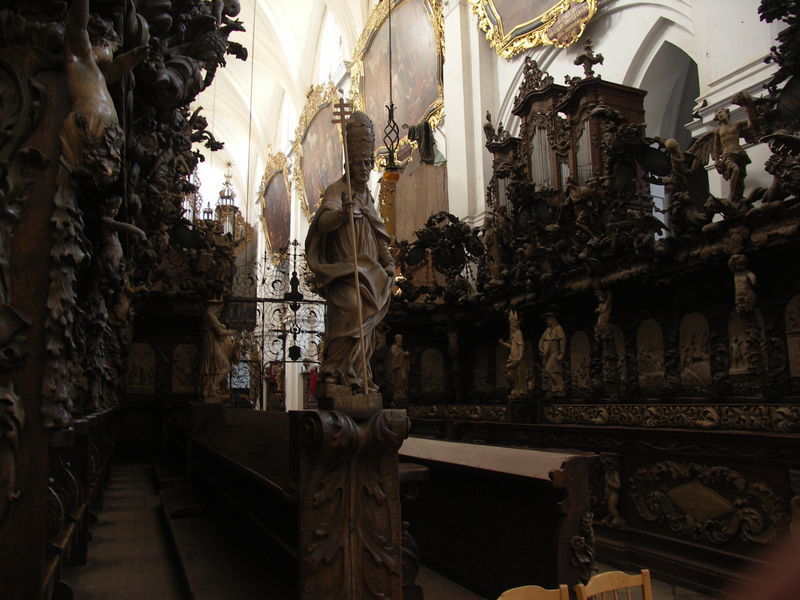
L’intérieur de l’église

L’église de l’Assomption de la Vierge Marie et de Jean-Baptiste (la basilique mineure d’aujourd’hui), qui remplit une fonction de l’église paroissiale est le plus vieux et le plus important monument historique de l’abbaye. Les travaux de construction ont débuté en 1241. Le chœur du gothique tardif et le transept datent de cette période. Au milieu du XIVe siècle, les travaux de construction de la nef principale gothique ont été achevés. Au début du XVIe siècle, on a rajouté deux chapelles du gothique tardif du côté nord-est : la chapelle de Sainte Croix et la chapelle de Saint-Sépulcre. En 1608, on a érigé une tour de l’ouest. Au XVIIe siècle, on a reconstruit l’église dans le style baroque en ajoutant deux chapelles, de Saint Joseph et de Sainte Trinité, et la façade avec un porche sous une forme de chapelle. En 1753, on a créé la chapelle de Sainte Marie Madeleine, qui est aujourd’hui le mausolée des Piast. Dans le mausolée, il y a la pierre tombale gothique du duc Bolko et de sa femme Jutta, qui est une des tombes doubles les plus vieilles en Pologne.

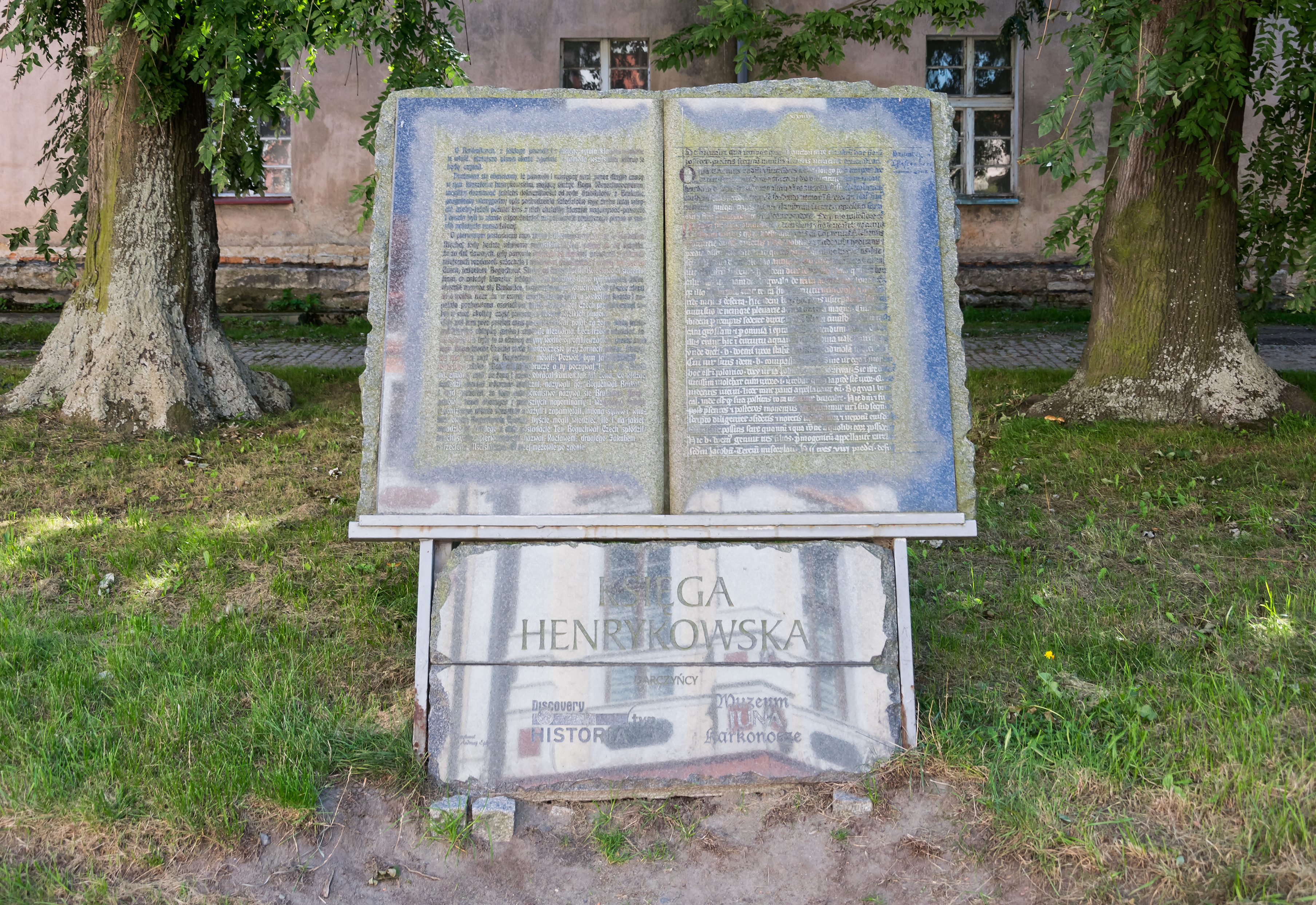
Le monument du Livre d’Henryków sur la cour de l’abbaye

Le maître-autel a été créé entre 1681 et 1684 par Georg Schroetter. Il contient deux tableaux de Michael Willmann, « La naissance de Jésus selon Saint Bernard », plus grand,  et « Le Sauveur du monde » qui est situé au-dessous. Le grand tableau est entouré des statues de Saint Benoît, Saint Jean-Baptiste et Saint Pierre de gauche et de Saint Bernard, Saint Jean l’Évangéliste et Saint Paul de droite. Sur l’autel latéral, on peut voir la statue de la Vierge à l’Enfant, appelée La Mère de la Langue Polonaise. En 1952, elle a obtenu les couronnes d’évêques. 
Dans l’église, il y a aussi des stalles baroques, chef-d’œuvre de la sculpture sur bois en Silésie. Le fond des stalles en bois de chêne qui a été construit dans le style renaissance, vient de 1567. Sur les stalles, il y a des riches ornements sous une forme d’acanthe et de coquilles. Les dossiers sont ornés de 36 bas-reliefs qui présentent les scènes de la vie du Christ. Ils ont été faits de bois de tilleul. Après 1700, on a ajouté les loges d’abbé et de prieur, et de plus, on a installé les figures de Saint Grégoire le Grand, d’Eugène III, de Saint Jérôme, de Konrad de Poitiers, de Saint Benoît et de Saint Bernard. 
L’orgue, créé par les maîtres de Świdnica dans la moitié du XVIIe siècle, est le plus vieil orgue en Silésie. Il y a aussi les 14 peintures baroques, situées dans la partie haute de la nef principale, qui présentent la vie et la légende de Saint Bernard. 

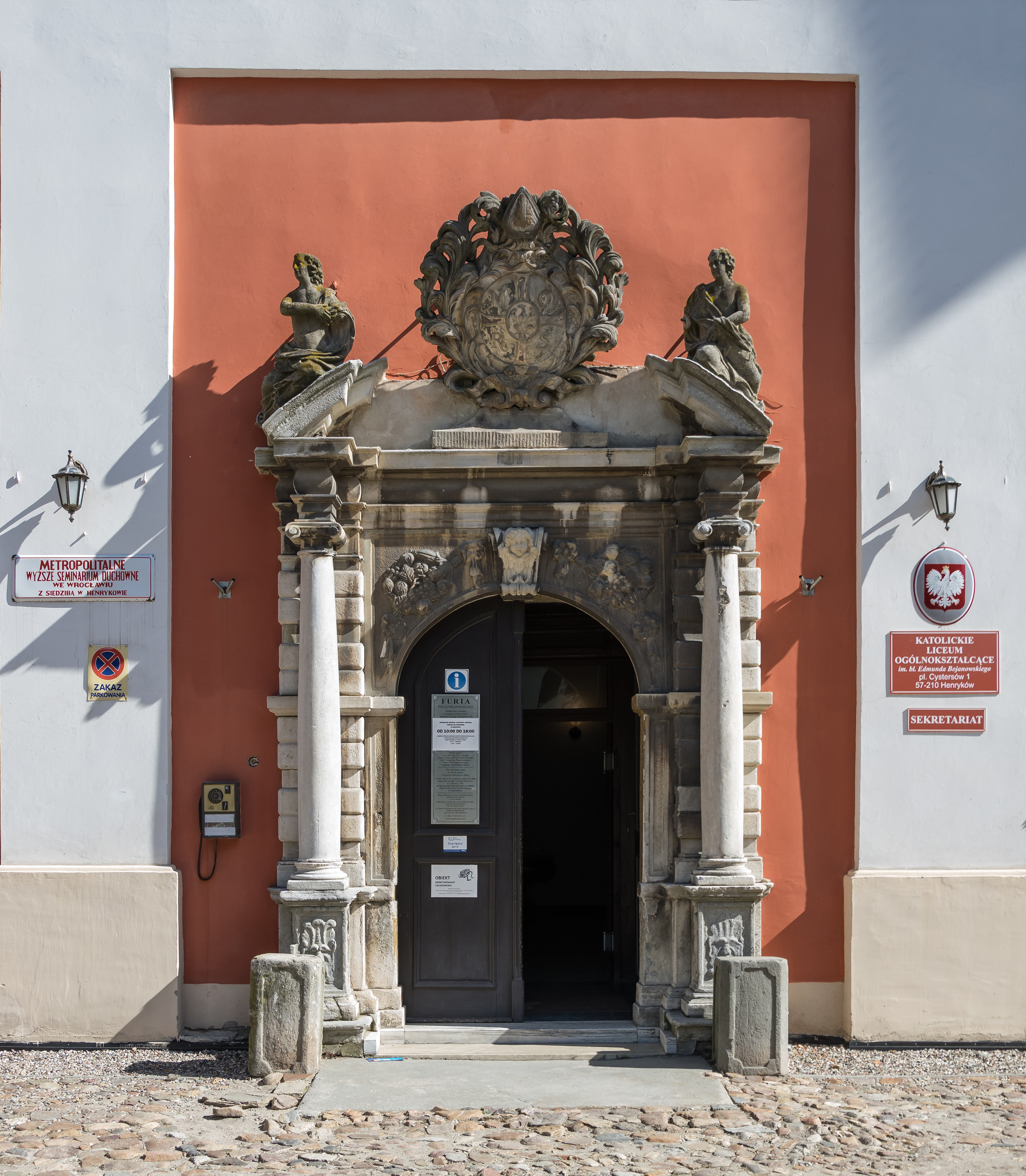
Le portail sur la façade du bâtiment

### Ensemble monastique
Le bâtiment du monastère a été créé dans le style baroque entre 1681 et 1702. Dans la seconde moitié du XIXe siècle, il a été reconstruit et changé en bâtiment quadrilatéral. Il est situé autour de la cour rectangulaire avec l’aile sud avancée. Trois portails baroques mènent à l’intérieur qui contient environ 300 pièces. Il y a le portail juridique avec un personnage de Thémis, le portail monastique avec Saint Bernard et le portail d’abbaye avec le blason de l’abbé. Au rez-de-chaussée, il y a un réfectoire baroque, et au premier étage il y a les salles représentatives : la salle de Prince, la salle Pourpre, la salle de Chêne et la salle de Pape. La salle de Chêne a le parquet marqueté et la boiserie décorée de guirlandes végétales (l’ensemble est fait par les sculpteurs sur bois d’Henryków). La salle Pourpre, où on recevait les visiteurs importants, avait les murs et les revêtements des meubles pourpres et la cheminée de marbre. Dans la salle, il y a six tableaux de Willmann qui présentent les fondateurs de l’abbaye. Dans le réfectoire, il y a un poêle décoratif de rococo, en plusieurs couleurs (chaque tuile est peinte à la main), et les bancs en chêne du XVIIIe siècle. La chapelle de séminaire est décorée des boiseries renaissances. 
La cour du monastère est entourée de bâtiments d’habitation et de bâtiments agricoles. Autour du monastère, il y a un parc baroque avec le jardin de l’abbaye qui a survécu dans la forme originelle. Au centre, il se trouve un bâtiment – l’ancienne salle à manger de l’été pour les abbés. À côté du monastère, il y a un monument qui commémore la création du Livre d’Henryków, l’objet aussi fameux que toute l’abbaye. 
Dans le parc monastique, il y a un if, le troisième le plus vieux en Pologne. 